# Reservoir Dogs
Reservoir Dogs là bộ phim đầu tay của đạo diễn Quentin Tarantino, được quay năm 1992. Đây được đánh giá là một trong những bộ phim độc lập vĩ đại nhất mọi thời đại.
Đây được xem là tác phẩm kinh điển của dòng phim độc lập và là một bộ phim thiêng, đồng thời tạp chí Empire còn vinh danh Reservoir Dogs là "Bộ phim độc lập hay nhất mọi thời đại". Mặc dù gây tranh cãi dữ dội vì những cảnh bạo lực và lời thoại thô tục xuất hiện xuyên suốt tác phẩm, nhưng Reservoir Dogs nhìn chung vẫn được đón nhận nồng nhiệt, kèm theo đó là vô vàn lời khen nhắm vào sự xuất sắc trong việc khắc họa nhân vật của các diễn viên. Dù không được quảng bá rầm rộ trong thời gian ra rạp, nhưng bộ phim vẫn gặt hái được thành công vừa phải ở Hoa Kỳ khi thu về 2,8 triệu USD so với vốn kinh phí ít ỏi. Sau khi Pulp Fiction (tác phẩm tiếp theo của Tarantino) ra mắt và gây tiếng vang lớn, thì Reservoir Dogs ngày càng được nhiều người biết đến.

## Nội dung
Mở đầu phim là cảnh tám người đàn ông đang ăn sáng tại một quán ăn ở Los Angeles trước khi họ bắt đầu thực hiện kế hoạch đi cướp kim cương. Sáu người trong số họ sử dụng bí danh: Mr. Blonde (Michael Madsen), Mr. Blue (Eddie Bunker), Mr. Brown (Quentin Tarantino), Mr. Orange (Tim Roth), Mr. Pink (Steve Buscemi) và Mr. White (Harvey Keitel). Hai người còn lại là ông trùm xã hội đen Joe Cabot (Lawrence Tierney), người lập ra kế hoạch cướp kim cương và con trai ông, "Nice Guy Eddie" (Chris Penn).
Sau khi rời khỏi quán ăn, cảnh phim bất ngờ chuyển đến đoạn một chiếc xe tăng tốc, trong đó Mr. White đang cố an ủi Mr. Orange, người đã bị bắn vào bụng. Một lúc sau, họ đến một nhà kho bỏ hoang và gặp Mr. Pink ở đó. Mr. Pink nghi ngờ trong nhóm của họ có nội gián của cảnh sát. Mr. White cho Mr. Pink biết Mr. Brown đã bị giết chết và họ cùng bàn bạc về trường hợp của Mr. Blonde, người đã giết nhiều người dân khi chuông báo động kêu. Mr. White rất tức giận, cho rằng Joe không nên sử dụng một kẻ tâm thần như vậy cho kế hoạch. Trong lúc đó, Mr. Pink cũng cho biết hắn đã trốn thoát thế nào khỏi nhóm cảnh sát và đã giấu những viên kim cương ở nơi an toàn. Họ tiếp tục thảo luận xem có nên đưa Mr. Orange đến bệnh viện không, trong khi Mr. White cho biết anh đã tiết lộ tên thật và quê quán của mình cho Mr. Orange biết.
Khi Mr. White và Mr. Pink đang cãi nhau thì Mr. Blonde xuất hiện, Mr. White rất tức giận trước hành động của Mr. Blonde và chửi mắng hắn thậm tệ, Mr. Blonde bác bỏ lời chỉ trích của Mr. White và đổ lỗi cho những người đã bấm chuông báo động. Hắn cũng cho biết Eddie sắp đến để giải quyết mọi việc. Ngoài ra, hắn còn bắt được một viên cảnh sát (Kirk Baltz). Ba người tập trung tra tấn viên cảnh sát để buộc anh ta khai ra tên tay trong, nhưng viên cảnh sát nói anh ta hoàn toàn không biết việc này.
Sau đó Eddie đến, giảng hòa và yêu cầu Mr. White và Mr. Pink cùng mình đi lấy kim cương. Chỉ còn Mr. Blonde, viên cảnh sát và Mr. Orange đang bị thương ở lại nhà kho. Mr. Blonde bắt đầu tra tấn viên cảnh sát rất dã man, và khi hắn chuẩn bị thiêu sống viên cảnh sát thì bất ngờ Mr. Orange tỉnh dậy và bắn chết hắn. Mr. Orange tiết lộ với viên cảnh sát rằng mình chính là cảnh sát chìm, và đang có một lực lượng cảnh sát lớn bao vây nơi này, chỉ chờ Joe đến là sẽ bắt hết bọn chúng.
Mr. White, Mr. Pink và Eddie trở lại và thấy Mr. Blonde đã chết, Mr. Orange nói rằng chính Mr. Blonde định giết tất cả mọi người để lấy hết số kim cương nên anh đã giết chết hắn, nhưng Eddie không tin vì hắn cho rằng Mr. Blonde rất trung thành với bố mình. Sau đó, Joe đến và cho biết Mr. Blue cũng đã chết và khẳng định Mr. Orange chính là tên tay trong, nhưng Mr. White luôn tin tưởng Mr. Orange và cho rằng Joe đã nghi ngờ sai. Sự việc trở nên căng thẳng khi Joe chĩa súng vào Mr. Orange và đòi giết anh, Mr. White chĩa súng lại vào Joe để bảo vệ Mr. Orange, Eddie chĩa súng vào Mr. White, và cả ba đều bắn nhau. Joe và Eddie đều chết, trong khi Mr. White bị thương.
Mr. Pink thấy thế bèn lấy túi đựng kim cương rồi bỏ trốn, lúc này Mr. Orange mới nói sự thật với Mr. White rằng mình đúng là cảnh sát chìm được cài vào nhóm. Hối hận, Mr. White bắn chết Mr. Orange, đúng lúc này cảnh sát cũng ập vào và bắn chết Mr. White.

## Đánh giá
Đây được xem là một trong những bộ phim xuất sắc về đề tài tội phạm, và là bước khởi đầu thành công cho Quentin Tarantino. Bộ phim được đánh giá rất cao từ các nhà phê bình và trên các trang web điện ảnh uy tín. Reservoir Dogs cũng tạo cảm hứng và được xem là dấu ấn quan trọng trong sự phát triển của dòng phim độc lập. Tuy nhiên tác phẩm cũng nhận không ít chỉ trích xung quanh nhiều cảnh bạo lực và các câu chửi thề trong phim, đặc biệt là cảnh Mr. Blonde cắt tai viên cảnh sát.